# Otto Piltz

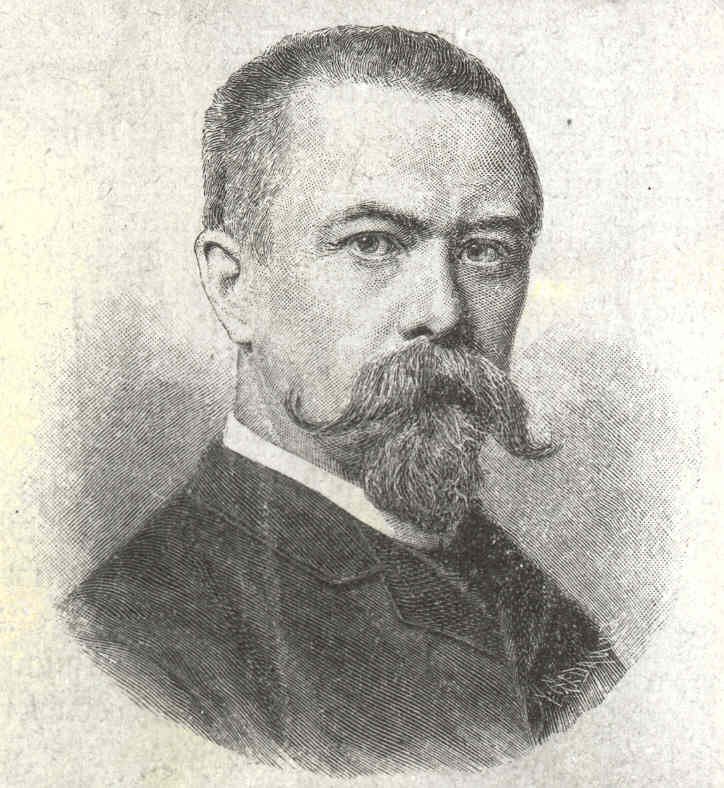
Otto Piltz (1887); ritratto di Hermann Gedan (?-?)

Otto Piltz (Allstedt, 28 giugno 1846 – Pasing, 20 agosto 1910) è stato un pittore tedesco e illustratore di genere per Die Gartenlaube'.

## Biografia
Era il figlio di un fabbricante di sapone. Dopo un apprendistato come pittore decorativo ad Halle, studiò alla Großherzoglich-Sächsische Kunstschule di Weimar dal 1866 al 1871. I suoi insegnanti furono Paul Thumann, Bernhard Plockhorst e Charles Verlat. Durante gli anni '70 dell'Ottocento lavorò presso le colonie di artisti a Kleinsassen e Willingshausen. Visse a Weimar fino al 1886, poi a Berlino fino al 1889 e infine a Pasing fino alla sua morte. Nel 1882 fu nominato professore dal Granduca Carlo Alessandro. Divenne membro della Secessione di Monaco nel 1893.
Dipinse sia scene urbane che rurali, ma ebbe particolare successo nel dipingere giovani. Viaggiò anche in Turingia, Assia, Baviera e Tirolo, documentando i costumi locali che già cominciavano a scomparire. A volte accompagnava un giovane amico, Franz Marc, in escursioni di pittura a Dachau.
Morì di polmonite, a seguito di un infarto.

## Galleria d'immagini

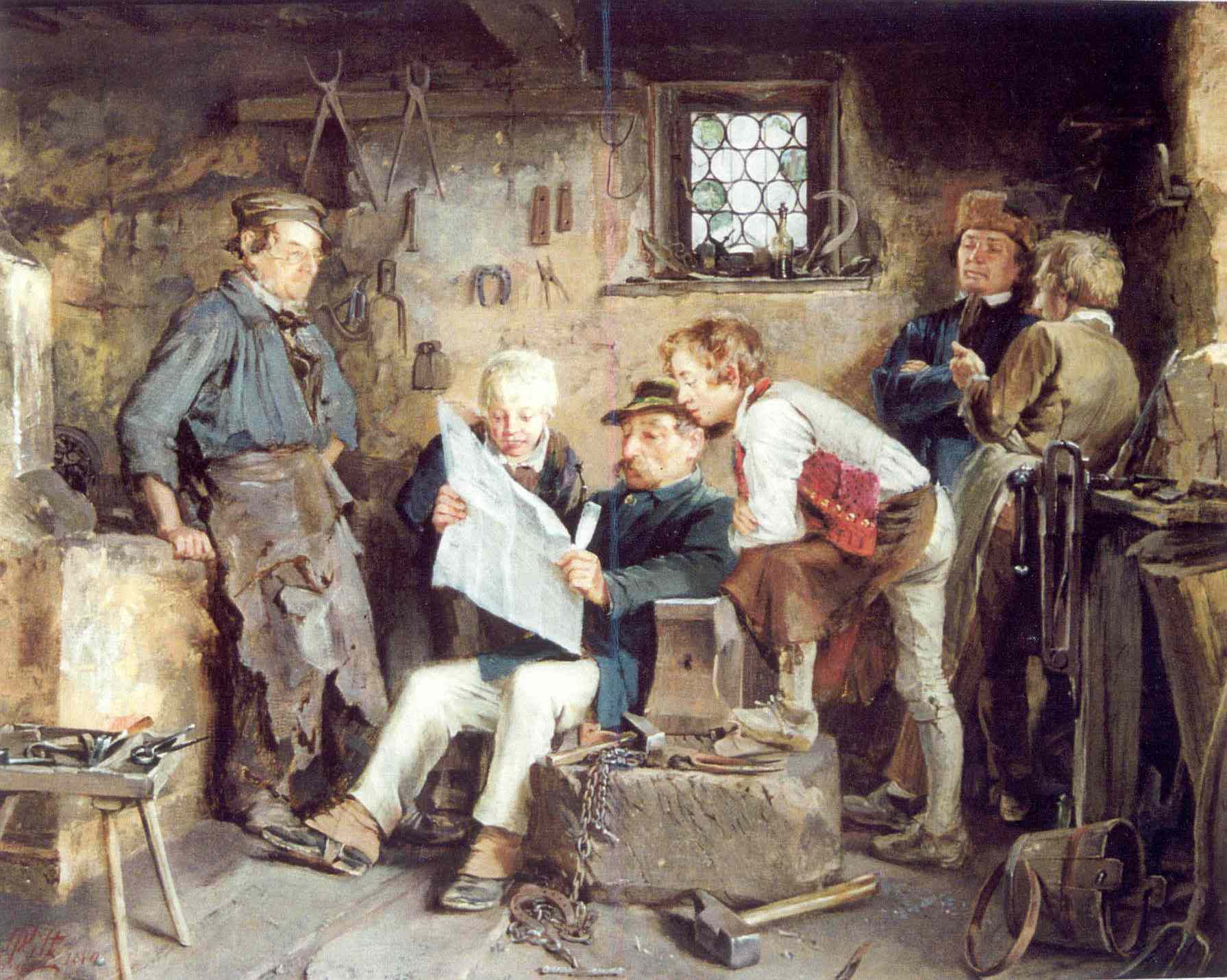
Die Politiker, 1870
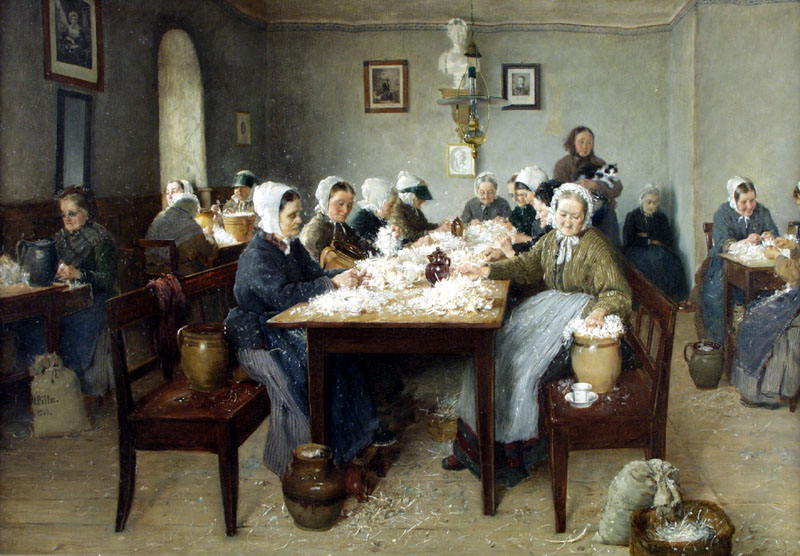
Federnschleißen an einem Novemberabend im Luisenstift Weimar, 1877
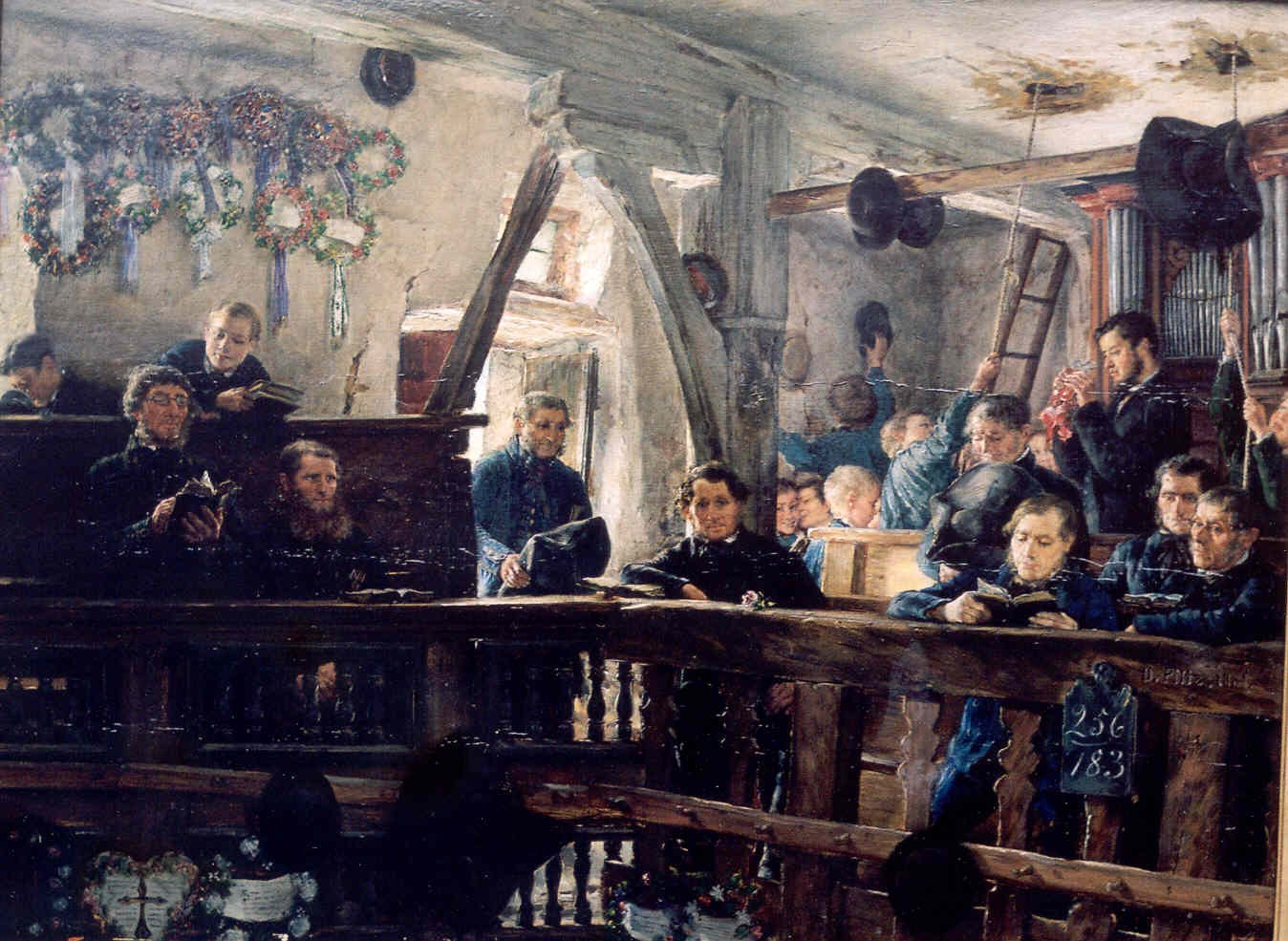
Auf dem Ersten Stand, Vor dem Gottesdienst in der Dorfkirche (Cappel), 1881
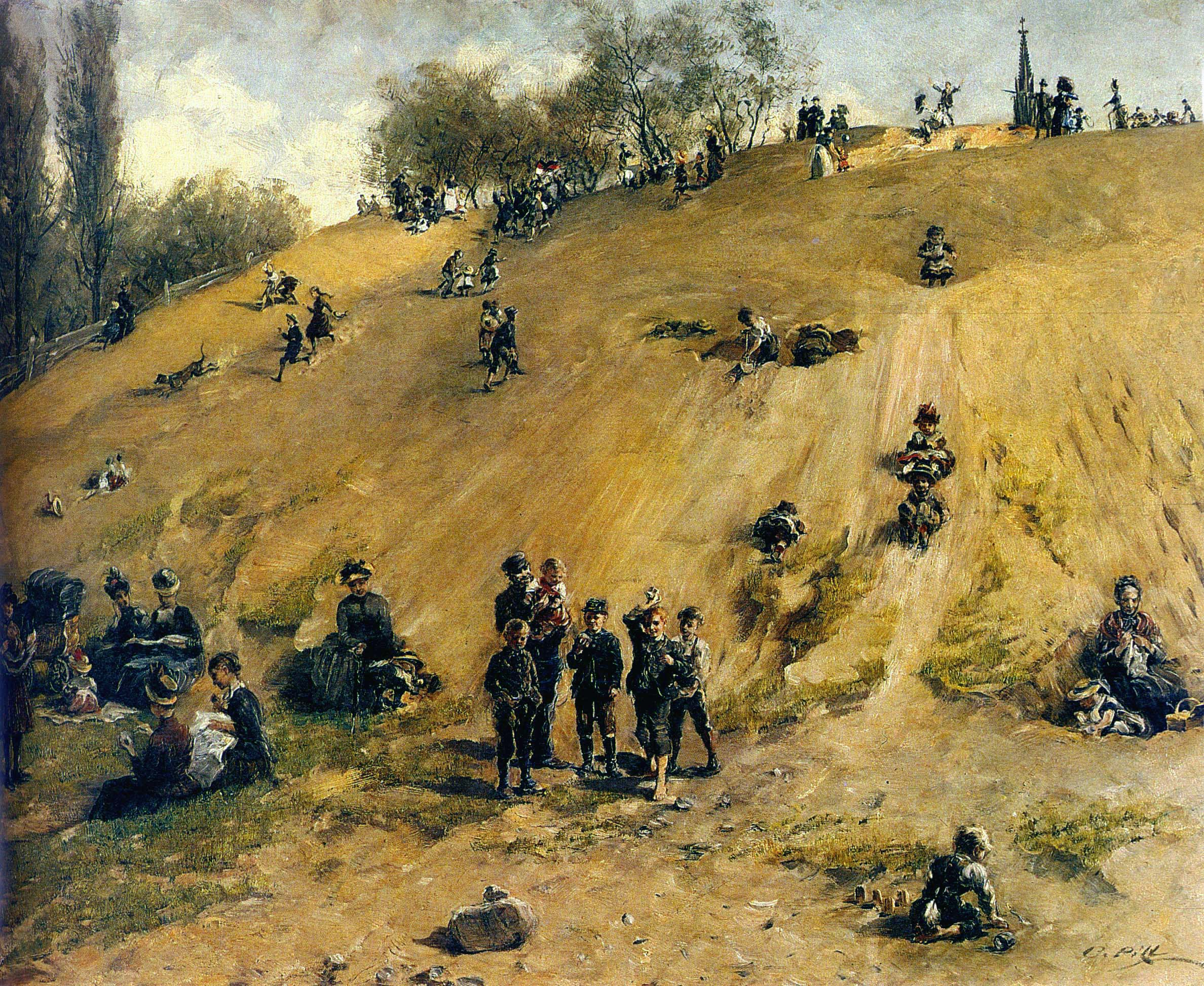
Volkstreiben auf dem Kreuzberg in Berlin, um 1886
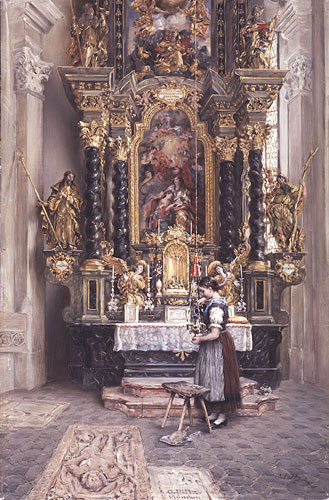
Mädchen vor dem Anna-Altar in der Stadtpfarrkirche in Rattenberg in Tirol, um 1890
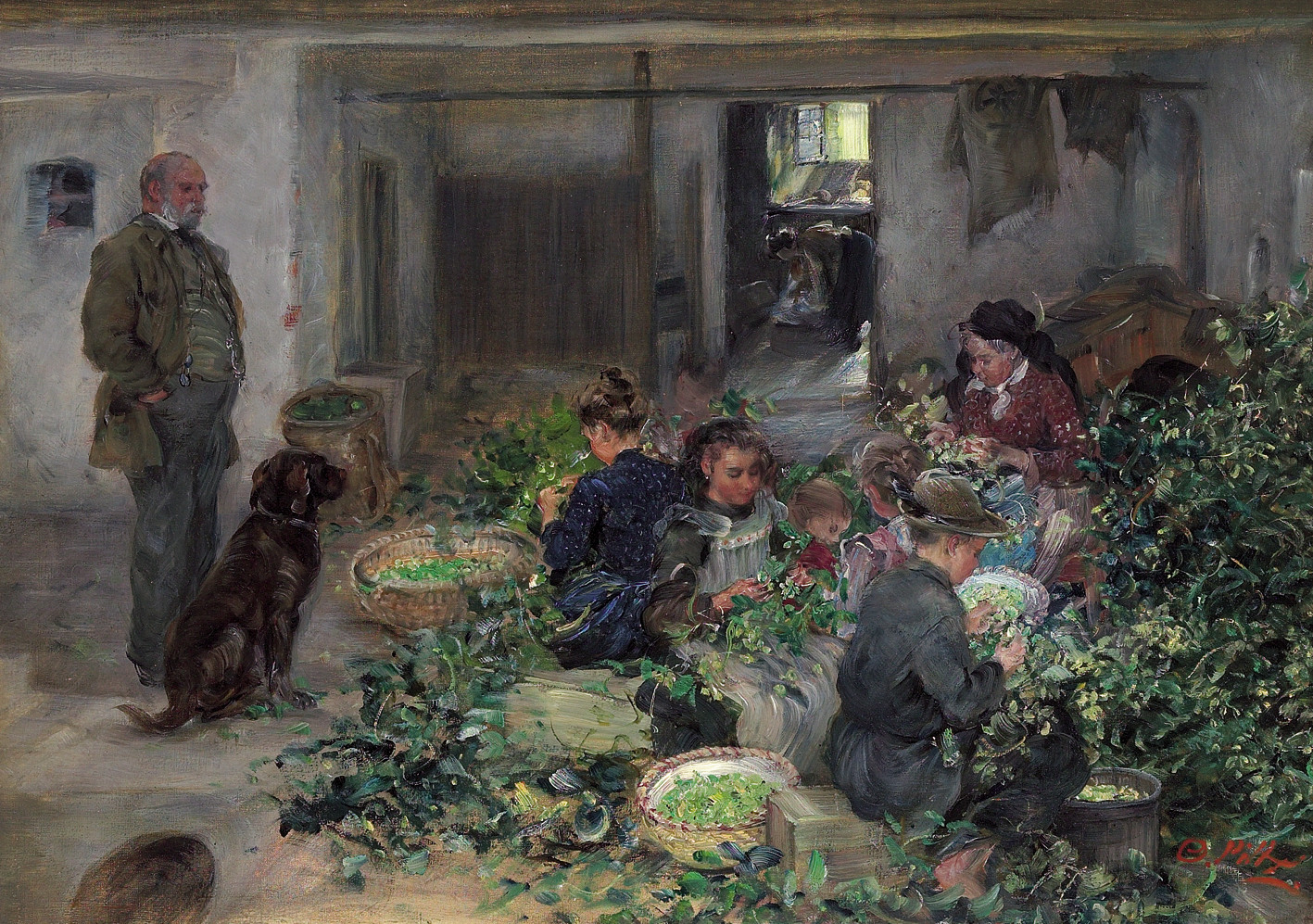
Hopfenernte, Hopfenzupfen in Bayern um 1907